# Tiermes Patera
La Tiermes Patera è una struttura geologica della superficie di Io.